# Fukushima Azuma Baseball Stadium
Lo stadio Azuma della prefettura di Fukushima (福島県営あづま球場?, Fukushima Ken'eiadzuma kyūjō) è uno stadio di baseball situato a Fukushima, nell'omonima prefettura. Fa parte del più ampio Azuma Sports Park.

## Storia
Lo stadio fu inaugurato nel settembre 1986. Nel 2019 l'impianto è stato sottoposto ad alcuni lavori di rinnovo, del costo di 1,3 miliardi di yen, che hanno comportato la posa di un nuovo tappeto erboso artificiale sul campo. Dopo uno slittamento di un anno a causa della pandemia di COVID-19, il 21, 22 e 28 luglio 2021 lo stadio ha ospitato le partite di apertura dei tornei di baseball e softball dei Giochi della XXXII Olimpiade.

## Caratteristiche
Le gradinate dell'impianto hanno una capienza di 14 390 spettatori. Lo stadio è dotato di un tabellone elettronico a LED ed è illuminato da sei torri faro.